# Mori (Trydent)
Mori – miejscowość i gmina we Włoszech, w regionie Trydent-Górna Adyga, w prowincji Trydent.
Według danych na rok 2004 gminę zamieszkiwało 8478 osób, 249,4 os./km².